# Вивисектор: Зверь внутри
«Вивисектор: Зверь внутри» (на Западе выходила под названием Vivisector: Beast Within; сокр. «Вивисектор» или Vivisector) — компьютерная игра, шутер от первого лица, разработанный украинской компанией Action Forms и выпущенный в продажу компанией 1С в 2005 году только для платформы Microsoft Windows. Игра использует идею фантастического романа «Остров доктора Моро» о превращении животных в людей. Название игры происходит от слова «вивисектор» — человек, производящий вивисекцию — опыты над животными с хирургическим и другим вмешательством.

## Игровой процесс
Игра представляет собой шутер от первого лица с элементами ролевых игр. Благодаря большому количеству врагов и их разнообразию, системе прокачки умений и возможностей персонажа, игровой процесс может значительно меняться в процессе игры. Прокачка основана на системе подсчета очков за определенные действия. Уничтожая врагов и совершая определенные действия, игрок зарабатывает бонусные очки, которые впоследствии может потратить на прокачку тех или иных способностей персонажа, что позволит игроку двигаться все дальше по сюжету, сражаясь с более серьёзными противниками.
На первых уровнях, когда врагами являются модифицированные четвероногие звери, игра во многом следует жанру «мясных» шутеров по типу Painkiller— игрока периодически запирают в небольших пространствах-аренах, выпускают туда большие группы врагов, и покинуть арену не представляется возможным до тех пор, пока не будут убиты все враги. Когда игрок впервые сталкивается со зверолюдьми (прямоходящие модифицированные звери, наделенные зачатками человеческого интеллекта), игровой процесс становится похожим на классические шутеры Quake или Doom — большая часть врагов использует огнестрельное оружие, однако не пользуется укрытиями или другими тактическими возможностями, и по-прежнему старается одолеть игрока большой численностью. Перестрелки происходят на гораздо более открытых пространствах, чем на первых уровнях игры. На последних уровнях игрок встречается с «овербрутами», которые используют гораздо более опасное оружие (дальнобойные винтовки), используют преимущества окружения (различные укрытия), некоторые из них могут летать. В таких ситуациях игрок вынужден вести более продуманные перестрелки, используя укрытия.
В игре предполагается 4 уровня сложности, которые называются: «Осмотр» (Легкая сложность), «Лечение» (Средняя сложность), «Операция» (Высокая сложность) и «Вивисекция» (Экстремальная сложность). Все уровни отличаются усилением мощи врагов.

### Характеристики
Игрок может произвольно улучшать четыре характеристики персонажа за счет бонусных очков, полученных в процессе выполнения заданий и прохождения миссий: скорость, стойкость, стабильность и здоровье. Их совершенствование будет определять успешность дальнейшей боевой деятельности персонажа.
Каждая характеристика отвечает за следующие показатели персонажа:
- Скорость (Speed) — увеличение скорости передвижения, а также высоты и дальности прыжков.
- Стойкость (Resistance) — понижение повреждений, наносимых врагами и окружающей средой персонажу.
- Здоровье (Health limit) — увеличивает максимальное количество очков здоровья.
- Стабильность (Aim stability) — увеличивает способность вести прицельную стрельбу в движении.

Кроме личных параметров, у персонажа развиваются следующие характеристики владения оружием:
- Точность — параметр, который повышает кучность ведения огня из огнестрельного оружия. Для холодного оружия и гранат характеристика «точность» увеличивает радиус.
- Ёмкость магазина — при повышении этого параметра увеличивается максимальное количество боеприпасов или ёмкость магазина.

### Точки маршрута
Для ориентирования и продвижения по игре на уровнях Вивисектора были введены специальные контрольные точки — waypoints (чекпоинты). Эти устройства использовались трэкерами острова для маршрутного передвижения по острову. Чекпоинты отображаются в виде цветных точек на дисплее карты уровня. Мигающая зелёным цветом точка обозначает следующую контрольную позицию, на которую необходимо попасть, серым — уже пройденную. Таким образом, передвигаясь от одной точки к другой, персонаж формирует свой маршрут движения по игре. Чекпоинт представляет собой сложное электронное устройство, с помощью которого можно распределять полученные бонусные очки для развития боевых свойств персонажа.

## Сюжет
1 февраля 1987 года. Офицер «морских котиков» Курт Робинсон прибывает на остров Сорео в составе специального подразделения для спасения Лайама Куэйда и его пропавшего отряда, который высадился здесь две недели назад для подавления бунта, поднятого повстанцами. Неожиданно столкнувшись с неизвестными существами, отряд Курта гибнет, и в том числе погибает его девушка Малика. Перед этим она успевает послать сигнал бедствия в штаб, и на спасение Курта отправляется транспортник, но его подбивают и он разбивается.
Курт находит передатчик одного из людей Лайама и связывается с его отрядом. Лайам советует Курту добраться до близлежащей деревни, где есть центр авторизации, чтобы он активизировал транслоадер, который Курт снял с убитого солдата. Но при активизации транслоадера происходит сбой, и с тех пор охрана острова воспринимает Курта как враждебный объект и пытается его уничтожить.
Лайам сообщает Курту, что на связь вышел генерал Догстоун и они двигаются в его расположение. Он советует Курту добраться до смотровой станции и связаться с Генералом. Догстоун объясняет Курту, что его отряд был послан совсем не из-за повстанцев на острове. Здесь находятся генетически модифицированные звери, которые теперь на свободе. Генерал приказывает Курту следовать в его расположение. Он объясняет Курту, что он попал на этот остров, потому что Доктор Морхед потребовал этого.
Чтобы Морхед мог увидеть, что Курт прибыл на остров, Догстоун приказывает ему следовать в телецентр. Там Курт встречается с Генералом и Лайамом. Несмотря на то, что Догстоун выполнил просьбу Морхеда, тот объявляет, что вовсе не собирается успокаивать своих зверей. Курт был нужен Морхеду, чтобы создать «нечто прекрасное». То, что погубил Генерал Догстоун, используя модифицированных Морхедом зверей только как выносливых солдат. Морхед заявляет, что он теперь как Бог сможет построить новый мир благодаря Курту. Курт выбирается из телецентра, и вместе с Догстоуном и Лайамом пытается спастись. Но Догстоуна и Лайама похищают модифицированные звери Морхеда. Курт попадает в горную базу баранов, где по совету Догстоуна ему удается активировать беспилотный вертолет Генерала. Курт освобождает Лайма и Догстоуна, которые затем садятся в беспилотный вертолет Генерала и ждут его наверху. Но когда Курту удается выбраться, Догстоун на его глазах убивает Лайама и бросает Курта на произвол судьбы. К нему на помощь приходит Лев-предводитель, у которого свои счеты с Генералом.
Курт, следуя советам Льва, меняет маршрут поезда, который следует в Третий периметр. Поезд терпит катастрофу, но Курт и Лев остаются живы. Догстоун наконец раскрывает свои планы Курту, его главной целью было устранение тех генетически модифицированных животных, которые подчинялись Доктору Морхеду и подняли с его помощью восстание на острове. Теперь Курт стал опасным для Догстоуна, и он решает его устранить. Для этой цели Догстоун использует генетически модифицированных животных своего особого проекта — Овербрутов. Курту удается преодолеть все заслоны и сразиться с Генералом.

## Игровой движок
Игра была сделана на движке AtmosFear, который был специально разработан самой компанией Action Forms. По словам Игоря Карева, исполнительного директора компании, основными преимуществами движка на момент выхода игры были «высокий уровень детализации и реалистичная система повреждений», движок «поддерживает скелетную анимацию, возможность отображения различных погодных условий, возможность отстреливания частей тела и экипировки, возможность отображения меха, имеет пиксельные и вертексные шейдеры». Также был использован созданный компанией обработчик комплексной геометрии, ядром которого является система V-COLD, «позволяющая быстро и легко вносить изменения в архитектуру законченного уровня»

## Отзывы в прессе
| Русскоязычные издания | Русскоязычные издания |
| Издание               | Оценка                |
| --------------------- | --------------------- |
| Absolute Games        | 6,7/10                |
| PlayGround.ru         | 6,6/10                |
| «Игромания»           | 8,0/10                |
| «Страна игр»          | 7,5/10                |

- Игровой портал Absolute Games поставил игре оценку 6,7 баллов из 10. Отметив, что игра — это «странный проект, неоспоримые плюсы которого уравниваются весомыми минусами. Весь потенциал „Вивисектора“ спрятан глубоко внутри»[3].
- Журнал Игромания поставил игре 8 баллов из 10, назвав «Вивисектор» лучшим экшеном, созданным на то время на постсоветском пространстве[11].
- Журнал Страна игр дал игре оценку 7,5 из 10, сделав вывод, игра — «это качественный, разнообразный, местами умный экшн», устаревшая графика, в основном, «выезжает», благодаря грамотному дизайну. Локальные достопримечательности внушают уважение, на них явно не жалели ни ресурсов, ни средств. В графу «преимущества» можно смело записать великолепно прорисованные шерсть и мех, долгожданную возможность отстреливать куски тела и правильное поведение… ящиков." Также отметив среди недостатков несбалансированный баланс патронов и аптечек, и однообразные пробежки.[4]
- Проект CNews «Боевой народ» дал игре оценку 5 из 10, отметив множество недостатков, прежде всего устаревшую графику, низкий интеллект противников, плохую мимику персонажей. Однако же отдал должное работе дизайнеров: «разнообразие локаций (исключая первые 3-4 уровня) заслуживает высшей похвалы и одобрения» и программистов скриптов: «скриптерам можно также ставить пятерку с минусом — каждая скриптовая сцена сделана очень качественно и заставляет поверить в реальность происходящего.»[12]
- Портал PlayGround.ru поставил игре оценку 6,6 из 10, отметив в своем обзоре из плюсов игры только озвучивание.[10]
- Игровой сайт Stopgame поставил игре оценку 3,3 из 5, сделав вывод, что игра — «типичный shooter-середнячок, неожиданно преображающийся за экваториальной отметкой.», отметив реалистичность отображения шерстяного покрова персонажей, и замечательное озвучивание.[13]
- Портал iXBT в своей статье отметил из плюсов непередаваемую атмосферу игры, великолепный дизайн уровней и противников, оригинальный сюжет, превосходное озвучивание и зрелищную модель повреждений. Из минусов — устаревшую графику, неудачный дизайн первых уровней и всевозможные баги.[14]
- Игровой сайт GamesBy.net в своей ретро-подборке за 2007-й год сделал вывод, что «недостатки есть, но надо отдать игре должное: она не трэш. Её делали действительно талантливые люди, она не оставляет после себя неприятного осадка, в неё вложили душу, делали не во время обеденного перерыва…»[15]
- Сайт Igray.ru поставил игре 8 баллов из 10. Заметив, что хотя игра сделана на старом, только немного отреставрированном движке (что сказалось на графике), модели и анимация смотрятся реалистично: «когда пантера бросается вам в лицо, хочется пригнуться и закрыться руками.»[16]